# Етиопија на Светском првенству у атлетици на отвореном 2023.
Етиопија је учествовала на 19. Светском првенству у атлетици на отвореном 2023. одржаном у Будимпешти од 19. до 27. августа деветнаести пут, односно, учествовала је на свим првенствима до данас. Репрезентацију Етиопије су представљала 34 такмичара (15 мушкараца и 19 жена) у 11 дисциплина (5 мушких и 6 женских).,
На овом првенству Етиопија је по броју освојених медаља заузела 6 место са 9 освојених медаља (2 златне, 4 сребрне и 3 бронзане). У табели успешности према броју и пласману такмичара који су учествовали у финалним такмичењима (првих 8 такмичара) Етиопија је са 19 учесника у финалу заузела 5 место са 96 бодова.
| Плас. | Земља    | 1. место | 2. место | 3. место | 4. место | 5. место | 6. место | 7. место | 8. место | Бр. финал. | Бод. |
| ----- | -------- | -------- | -------- | -------- | -------- | -------- | -------- | -------- | -------- | ---------- | ---- |
| 5.    | Етиопија | 2        | 4        | 3        | 2        | 3        | 3        | 1        | 1        | 19         | 96   |

## Учесници
| Мушкарци: - Семјуел Зелеке — 1.500 м - Адису Гирма — 1.500 м - Тедесе Леми — 1.500 м - Јомиф Кејелча — 5.000 м - Хагос Гебривет — 5.000 м - Бериху Арегави — 5.000 м, 10.000 м - Селемон Барега — 10.000 м - Јисмав Дилу — 10.000 м - Леул Гебресиласе — Маратон - Милкеса Менгеша — Маратон - Tsegaye Getachew — Маратон - Тамират Тола — Маратон - Ламеча Гирма — 3.000 м препреке - Гетне Вел — 3.000 м препреке - Абрахам Симе — 3.000 м препреке | Жене: - Воркнеш Меселе — 800 м - Хабитам Алему — 800 м - Тигист Гирма — 800 м - Дирибе Велтеји — 1.500 м - Бирке Хајлом — 1.500 м - Хирут Мешеша — 1.500 м - Еџгајеху Таје — 5.000 м, 10.000 м - Медина Еиса — 5.000 м - Фревејни Хаилу — 5.000 м - Гудаф Цегај — 5.000 м, 10.000 м - Летесенбет Гидеј — 10.000 м - Лемлем Хаилу — 10.000 м - Амане Берисо Шанкуле — Маратон - Готитом Гебресласе — Маратон - Јалемзерф Јехуалав — Маратон - Tsehay Gemechu — Маратон - Зерфе Вондемагегн — 3.000 м препреке - Ломи Мулета — 3.000 м препреке - Сембо Алмајев — 3.000 м препреке |

## Освајачи медаља (9)

### Злато (2)
- Гудаф Цегај — 10.000 м
- Амане Берисо Шанкуле — Маратон

### Сребро (4)
- Дирибе Велтеји — 1.500 м
- Летесенбет Гидеј — 10.000 м
- Готитом Гебресласе — маратон
- Ламеча Гирма — 3.000 м препреке

### Бронза (3)
- Еџгајеху Таје — 10.000 м
- Селемон Барега — 10.000 м
- Леул Гебресиласе — маратон

## Резултати

### Мушкарци
| Атлетичар        | Дисциплина       | Лични рекорд | Квалификације     | Квалификације     | Полуфинале            | Полуфинале            | Финале                | Финале      | Детаљи |
| Атлетичар        | Дисциплина       | Лични рекорд | Резултат          | Место             | Резултат              | Место                 | Резултат              | Место       | Детаљи |
| ---------------- | ---------------- | ------------ | ----------------- | ----------------- | --------------------- | --------------------- | --------------------- | ----------- | ------ |
| Семјуел Зелеке   | 1.500 м          | 3:32,80      | 3:36,57           | 8. у гр. 1        | Нису се квалификовали | Нису се квалификовали | Нису се квалификовали | 8 / 58      |        |
| Адису Гирма      | 1.500 м          | 3:34,71      | 3:45,86           | 14. у гр. 4       | Нису се квалификовали | Нису се квалификовали | Нису се квалификовали | 41 / 58     |        |
| Тедесе Леми      | 1.500 м          | 3:31,90      | 3:47,49           | 11. у гр. 2       | Нису се квалификовали | Нису се квалификовали | Нису се квалификовали | 53 / 58     |        |
| Јомиф Кејелча    | 5.000 м          | 12:41,73     | 13:32,83 КВ       | 2. у гр. 2        |                       |                       | 13:12,51              | 5 / 43 (44) |        |
| Хагос Гебривет   | 5.000 м          | 12:42,18     | 13:36,15 КВ       | 2. у гр. 1        | 13:12,65              | 6 / 43 (44)           |                       |             |        |
| Бериху Арегави   | 5.000 м          | 12:40,45     | 13:33,23 КВ       | 4. у гр. 2        | 13:12,99              | 8 / 43 (44)           |                       |             |        |
| Селемон Барега   | 10.000 м         | 26:44,73     |                   |                   |                       |                       | 27:52,72              |             |        |
| Бериху Арегави   | 10.000 м         | 26:46,13     | 27:55,71          | 4 / 22 (25)       |                       |                       |                       |             |        |
| Јисмав Дилу      | 10.000 м         | 27:08,85     | Није завршио трку | Није завршио трку |                       |                       |                       |             |        |
| Леул Гебресиласе | Маратон          | 2:04:02      | 2:09:19           |                   |                       |                       |                       |             |        |
| Милкеса Менгеша  | Маратон          | 2:05:29      | 2:10:43           | 6 / 60 (85)       |                       |                       |                       |             |        |
| Tsegaye Getachew | Маратон          | 2:04:49      | 2:11:56           | 17 / 60 (85)      |                       |                       |                       |             |        |
| Тамират Тола     | Маратон          | 2:03:39      |                   |                   |                       |                       |                       |             |        |
| Ламеча Гирма     | 3.000 м препреке | 7:52,11 НР   | 8:15,89 КВ        | 1. у гр. 3        |                       |                       | 8:05,44               |             |        |
| Гетне Вел        | 3.000 м препреке | 8:05,15      | 8:19,99 КВ        | 1. у гр. 1        | 8:21,03               | 11 / 37               |                       |             |        |
| Абрахам Симе     | 3.000 м препреке | 8:10,56      | 8:31,49           | 1. у гр. 3        | Није се квалификовао  | 29 / 37               |                       |             |        |

### Жене
| Атлетичарка          | Дисциплина       | Лични рекорд | Квалификације      | Квалификације      | Полуфинале            | Полуфинале            | Финале                | Финале       | Детаљи |
| Атлетичарка          | Дисциплина       | Лични рекорд | Резултат           | Место              | Резултат              | Место                 | Резултат              | Место        | Детаљи |
| -------------------- | ---------------- | ------------ | ------------------ | ------------------ | --------------------- | --------------------- | --------------------- | ------------ | ------ |
| Воркнеш Меселе       | 800 м            | 1:58,71      | 2:00,13 КВ         | 3. у гр. 2         | 1:59,54               | 4. у гр. 1            | Нису се квалификовале | 9 / 56       |        |
| Хабитам Алему        | 800 м            | 1:56,71      | 1:59,36 КВ         | 1. у гр. 6         | 2:01,02               | 4. у гр. 2            | Нису се квалификовале | 11 / 56      |        |
| Тигист Гирма         | 800 м            | 1:59,72      | 2:01,47            | 6. у гр. 4         | Није се квалификовала | Није се квалификовала | Није се квалификовала | 23 / 56      |        |
| Дирибе Велтеји       | 1.500 м          | 3:55,08      | 4:02,72 КВ         | 2. у гр. 2         | 3:55,18 КВ            | 2. у гр. 2            | 3:55,69               |              |        |
| Бирке Хајлом         | 1.500 м          | 3:54,93      | 4:01,12 КВ         | 3. у гр. 3         | 4:02,46 КВ            | 2. у гр. 1            | 4:01,51               | 9 / 55 (56)  |        |
| Хирут Мешеша         | 1.500 м          | 3:54,87      | 4:03,47 КВ         | 1. у гр. 4         | 4:04,27               | 9. у гр. 1            | Није се квалификовала | 20 / 55 (56) |        |
| Еџгајеху Таје        | 5.000 м          | 14:12,98     | 14:33,23 КВ        | 3. у гр. 2         |                       |                       | 14:56,85              | 5 / 38 (40)  |        |
| Медина Еиса          | 5.000 м          | 14:16,54     | 15:03,07 КВ        | 6. у гр. 1         | 14:58,23              | 6 / 38 (40)           |                       |              |        |
| Фревејни Хаилу       | 5.000 м          | 14:23,45     | 14:34,16 КВ        | 1. у гр. 2         | 14:58,31              | 7 / 35 (37)           |                       |              |        |
| Гудаф Цегај          | 5.000 м          | 14:12,29     | 14:57,72 КВ        | 2. у гр. 1         | 15:01,13              | 13 / 35 (37)          |                       |              |        |
| Гудаф Цегај          | 10.000 м         | 29:29,73     |                    |                    |                       |                       | 31:27,18              |              |        |
| Летесенбет Гидеј     | 10.000 м         | 29:01,03 НР  | 31:28,16 ЛРС       |                    |                       |                       |                       |              |        |
| Еџгајеху Таје        | 10.000 м         | 29:57,45     | 31:28,31           |                    |                       |                       |                       |              |        |
| Лемлем Хаилу         | 10.000 м         | 29:59,15     | 32:42,78           | 17 / 21 (22)       |                       |                       |                       |              |        |
| Амане Берисо Шанкуле | Маратон          | 2:14:58      | 2:24:23 ЛРС        |                    |                       |                       |                       |              |        |
| Готитом Гебресласе   | Маратон          | 2:18:11      | 2:24:34 ЛРС        |                    |                       |                       |                       |              |        |
| Јалемзерф Јехуалав   | Маратон          | 2:17:23      | 2:26:13            | 5 / 65 (78)        |                       |                       |                       |              |        |
| Tsehay Gemechu       | Маратон          | 2:16:56      | Није завршила трку | Није завршила трку |                       |                       |                       |              |        |
| Зерфе Вондемагегн    | 3.000 м препреке | 9:04,61      | 9:16,97 КВ         | 2. у гр. 3         |                       |                       | 9:05,51               | 4 / 35       |        |
| Ломи Мулета          | 3.000 м препреке | 9:14,03      | 9:20,13 КВ         | 3. у гр. 1         | 9:15,36               | 12 / 35               |                       |              |        |
| Сембо Алмајев        | 3.000 м препреке | 9:00,71      | 9:19,60 КВ         | 2. у гр. 2         | 9:18,25               | 13 / 35               |                       |              |        |